# کولونگا خخلسکا
کولونگا خخلسکا (به لهستانی:  Kolonia Chechelska) یک روستا در لهستان است که در گمینا پولیچنا واقع شده‌است.
 کولونگا خخلسکا  ۲۰ نفر جمعیت دارد.